# Rubí

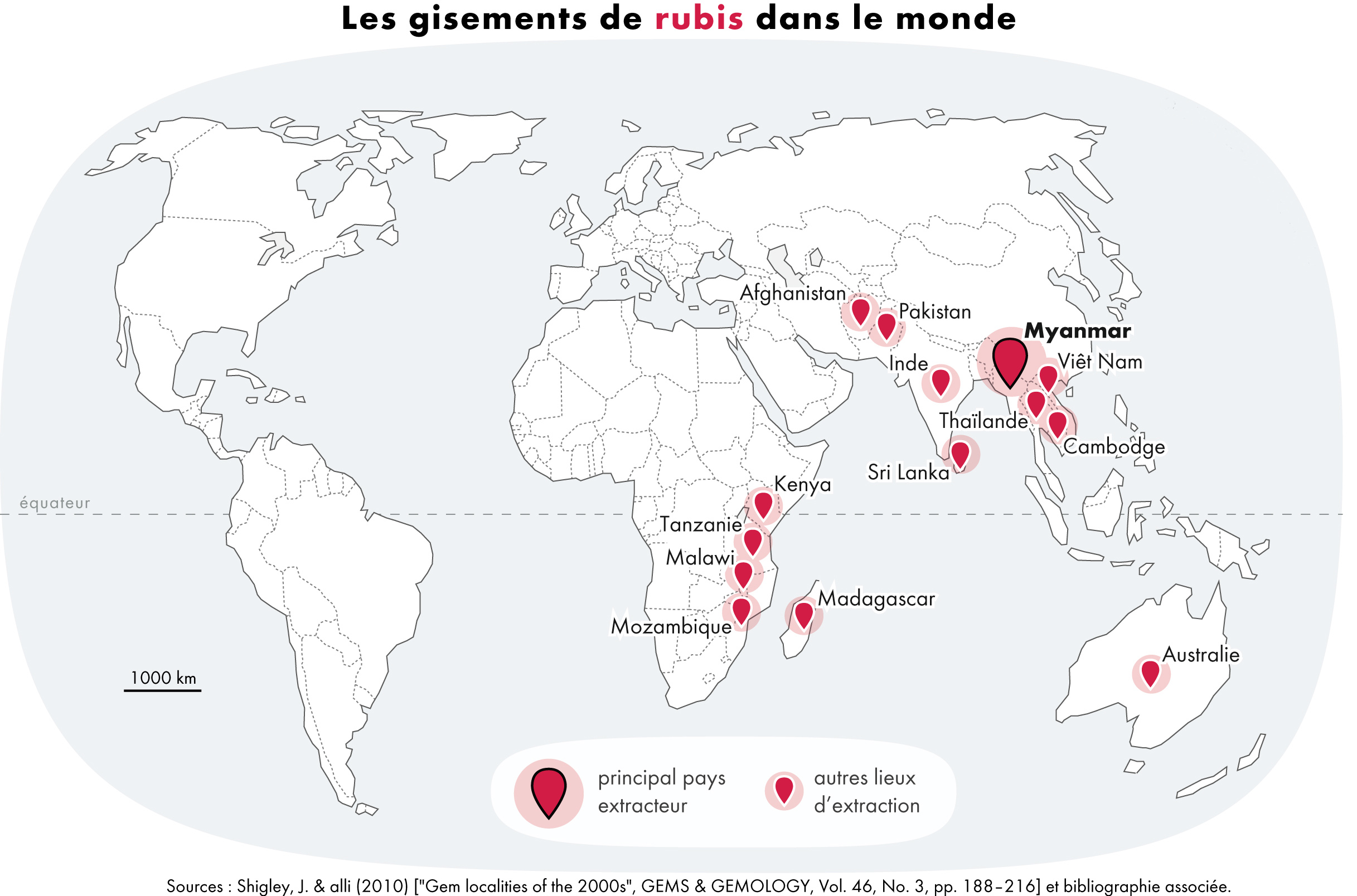
Principales países productores de rubí

El rubí o carbúnculo es un mineral de la clase 04 (óxidos), según la clasificación de Strunz. Es una gema de color rojizo; si es morado, se llama balaje. Debe su color a los metales de hierro y cromo con los que está asociada esta variedad de corindón (óxido de aluminio Al2O3). Su nombre viene de ruber, que significa 'rojo' en latín.
Pertenece a la familia del corindón, junto al zafiro, siendo una convención de nombre la única diferencia entre ambas gemas. Se llama rubí a los corindones rojos y zafiro a todos los demás colores, incluido el rosado.
Le corresponde la dureza 9 en la escala de Mohs. Es considerado una de las cuatro gemas preciosas junto al zafiro, la esmeralda y el diamante.
Se encuentran yacimientos de rubíes en Birmania, Sri Lanka, India, Madagascar, Mozambique, Tailandia, Brasil, Colombia, China y Rusia, además de encontrarse en menor cantidad en Sudáfrica, Australia, Groenlandia y Estados Unidos. Los de la península de Malaca y Tanzania son muy valiosos, llegando a alcanzar en valor a los diamantes de mismo tamaño.

## Etimología
La palabra rubí deriva del castellano rubín, la cual provien del latín rubīnus, y esta de rubeus que significa 'rojo'.

## El rubí sintético
Los rubíes sintéticos se produjeron por primera vez en 1923 mezclando alumbre y pigmentos de cromo. Este método permite la producción de piedras muy similares química y físicamente a las naturales. Sin embargo, los rubíes sintéticos se usan más en relojería que en joyería.
Se prepara de la siguiente manera:[cita requerida]
- Primero se utiliza óxido de aluminio (Al2O3) y óxido de cromo (CrO3) estequiométricamente en un crisol de platino.
- Después se coloca en una horno de mufla a unos 2000 K por unos 250 minutos.
- Finalmente se enfría y se observa como el cristal queda en el fondo de platino.

## Propiedades físicas

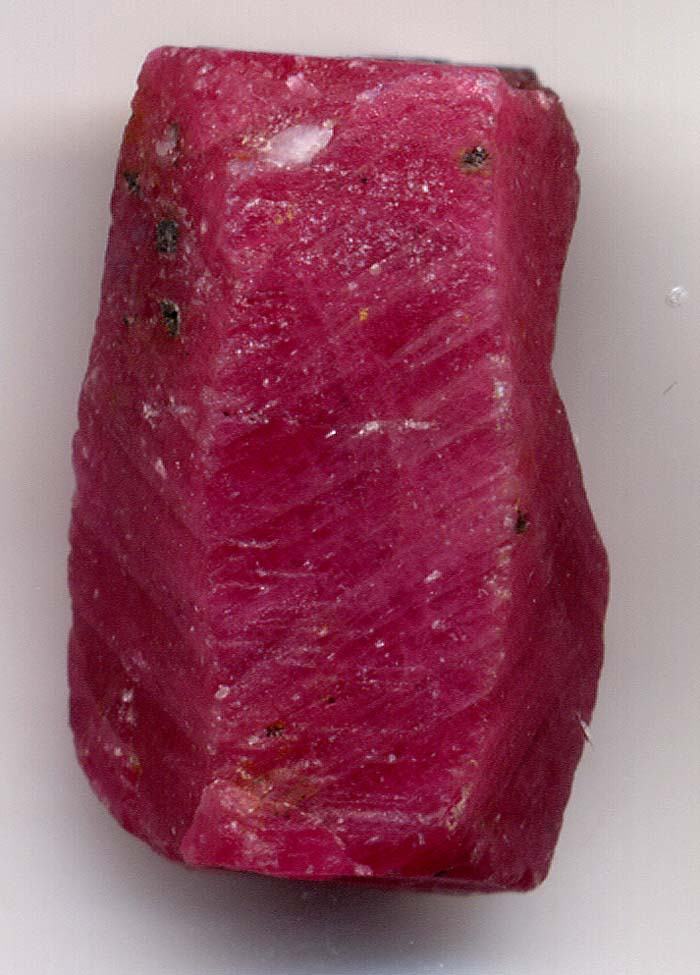
Cristal de rubí sin pulir

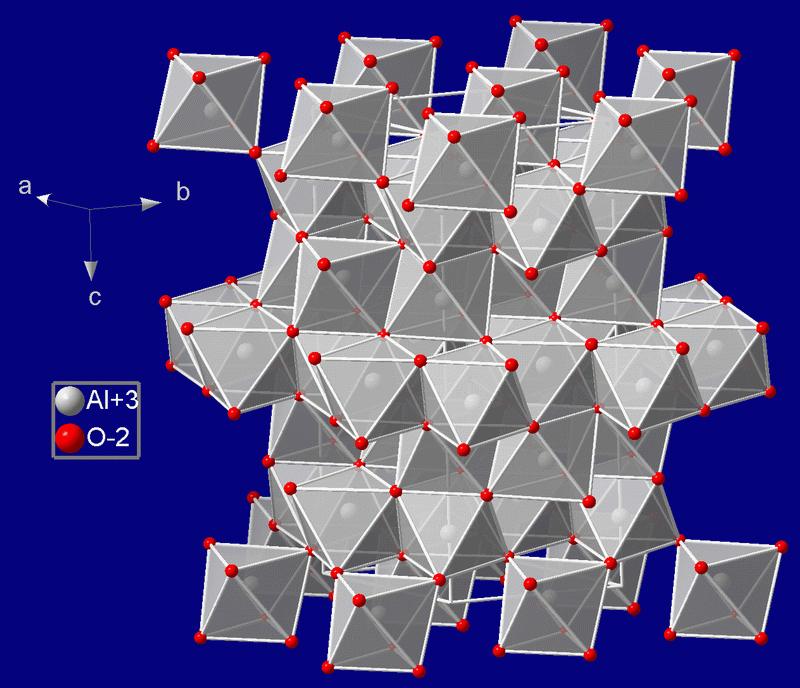
Estructura cristalina de los rubíes.

Los rubíes tienen una dureza de 9,0 en la escala de Mohs de dureza de los minerales. Entre las gemas naturales, sólo la moissanita y el diamante son más duros: el diamante tiene una dureza Mohs de 10,0 y la moissanita se sitúa entre el corindón (rubí) y el diamante. El zafiro, el rubí y el corindón puro son α-alúmina, la forma más estable de Al2O3, en la que 3 electrones abandonan cada ion de aluminio para unirse al grupo octaédrico regular de seis iones O2- cercanos; en el corindón puro, esto deja a todos los iones de aluminio con una configuración muy estable sin electrones no apareados ni niveles de energía sin rellenar, y el cristal es perfectamente incoloro y transparente excepto por las imperfecciones.

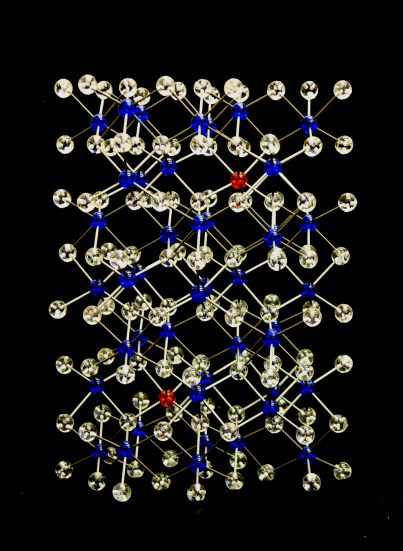
Estructura cristalina del rubí que muestra la sustitución de iones Al^{3+} (azul) por Cr^{3+} (rojo). La densidad de sustitución de iones Cr^{3+} en este modelo es de aproximadamente el 2%, aproximándose al dopaje máximo que se encuentra normalmente.

Cuando un átomo de cromo sustituye a un átomo de aluminio ocasional, también pierde 3 electrones para convertirse en un ion de cromo3+ para mantener el equilibrio de carga del cristal de Al2O3. Sin embargo, los iones Cr3+ son más grandes y tienen orbitales electrónicos en diferentes direcciones que el aluminio. La disposición octaédrica de los iones O2- está distorsionada, y los niveles de energía de los diferentes orbitales de esos iones Cr3+ están ligeramente alterados debido a las direcciones de los iones O2-. Esas diferencias de energía corresponden a la absorción en las regiones ultravioleta, violeta y amarillo-verde del espectro.

Transmitancia del rubí en espectros ópticos y del infrarrojo cercano. Obsérvense las dos bandas anchas de absorción violeta y amarillo-verde y una banda estrecha de absorción a la longitud de onda de 694 nm, que es la longitud de onda del láser de rubí.

Si se sustituye el uno por ciento de los iones de aluminio por cromo en el rubí, la absorción amarillo-verde da como resultado un color rojo para la gema. Además, la absorción en cualquiera de las longitudes de onda anteriores estimula la fluorescente emisión de luz roja de 694 nanómetros de longitud de onda, que se suma a su color rojo y a la percepción de lustre. La concentración de cromo en los rubíes artificiales puede ajustarse (en el proceso de crecimiento de los cristales) para que sea de diez a veinte veces menor que en las piedras preciosas naturales. Theodore Maiman afirma que "debido al bajo nivel de cromo en estos cristales, muestran un color rojo más claro que el rubí de piedra preciosa y se denominan rubí rosa'."
Después de absorber la luz de longitud de onda corta, hay un breve intervalo de tiempo en el que la red cristalina del rubí se encuentra en un estado excitado antes de que se produzca la fluorescencia. Si los fotones de 694 nanómetros atraviesan el cristal durante ese tiempo, pueden estimular la emisión de más fotones fluorescentes en fase con ellos, reforzando así la intensidad de esa luz roja. Disponiendo espejos u otros medios para hacer pasar la luz emitida repetidamente a través del cristal, un láser de rubí produce de este modo una intensidad muy alta de luz roja coherente.
Todos los rubíes naturales tienen imperfecciones, como impurezas de color e inclusiones de agujas de rutilo conocidas como "seda". Los gemólogos utilizan estas inclusiones de agujas que se encuentran en los rubíes naturales para distinguirlos de los sintéticos, simulantes o sustitutos. Normalmente, la piedra en bruto se calienta antes de cortarla. Hoy en día, casi todos los rubíes reciben algún tipo de tratamiento, siendo el tratamiento térmico la práctica más común. Los rubíes no tratados de alta calidad tienen un precio muy elevado.
Algunos rubíes presentan un asterismo o "estrella" de tres o seis puntas. Estos rubíes se tallan en cabujones para que se aprecie bien el efecto. Los asterismos son más visibles con una fuente de luz única y se desplazan por la piedra cuando la luz se mueve o la piedra gira. Estos efectos se producen cuando la luz se refleja en la "seda" (las inclusiones de agujas de rutilo estructuralmente orientadas) de una determinada manera. Éste es uno de los ejemplos en los que las inclusiones aumentan el valor de una piedra preciosa. Además, los rubíes pueden mostrar cambios de color -aunque esto ocurre muy raramente- así como chatoyancia o el efecto "ojo de gato".
Su punto de fusión es > 2000 °C, y varía sólo unos grados, dependiendo de la concentración de impurezas. La densidad relativa es de 3,9 a 4,1, según los defectos cristalinos presentes. El rubí tiene una configuración cristalina trigonal, y forma a menudo cristales hexagonales.

### Zafiro rosa
En general, el corindón de calidad gema en todos los tonos de rojo, incluido el rosa, se llama rubí. Sin embargo, en Estados Unidos, se debe cumplir un mínimo de saturación de color para ser llamado rubí; de lo contrario, la piedra será llamada zafiro rosa. La distinción entre rubíes y zafiros rosas es relativamente nueva y surgió en algún momento del siglo XX. A menudo, la distinción entre rubí y zafiro rosa no está clara y puede ser objeto de debate. Debido a la dificultad y subjetividad de estas distinciones, organizaciones comerciales como la International Colored Gemstone Association (ICGA) han adoptado la definición más amplia de rubí, que abarca sus tonos más claros, incluido el rosa.

## Propiedades químicas
El rubí es resistente a la corrosión pues es estable cinéticamente y térmicamente también. No se puede disolver en ácidos halogenuros pero si en ácido sulfúrico para formar con el cromo ácido crómico y con el óxido de aluminio un sulfato ácido de aluminio. También lo ataca el ácido perclórico, el fluorhídrico y el hexafluorosilícico.

## Obtención
Se obtiene de las minas bauxíticas por el método de lixiviación y flotación. También se encuentra en los ríos poco profundos de zona mesolítica. Actualmente se fabrica artificialmente en su mayoría.

## Síntesis e imitación
En 1837, Gaudin fabricó los primeros rubíes sintéticos fundiendo alumbre de potasa a alta temperatura con un poco de cromo como pigmento. En 1847, Ebelmen fabrica zafiro blanco fundiendo alúmina en ácido bórico. En 1877, Edmond Frémy y el vidriero industrial Charles Feil fabrican corindón de cristal a partir del cual se pueden tallar pequeñas piedras. En 1887, Fremy y Auguste Verneuil fabricaron rubí artificial fundiendo BaF2 y Al2O3 con un poco de cromo a calor rojo.
En 1903, Verneuil anunció que podía producir rubíes sintéticos a escala comercial utilizando este proceso de fusión de llama, más tarde también conocido como proceso Verneuil. En 1910, el laboratorio de Verneuil se había convertido en una planta de producción con 30 hornos, y la producción anual de piedras preciosas alcanzó los 1000 kilogramos (2000 lb) en 1907.
Otros procesos en los que se pueden producir rubíes sintéticos son mediante el proceso de extracción de Czochralski, el proceso de fundente y la proceso hidrotermal. La mayoría de los rubíes sintéticos proceden de la fusión por llama, debido a los bajos costes que conlleva. Los rubíes sintéticos pueden no presentar imperfecciones visibles a simple vista, pero una ampliación puede revelar estrías curvas y burbujas de gas. Cuanto menor sea el número de imperfecciones y menos evidentes, más valioso será el rubí; a menos que no tenga imperfecciones (es decir, que sea un rubí perfecto), en cuyo caso se sospechará que es artificial. A algunos rubíes manufacturados se les añaden dopantes para poder identificarlos como sintéticos, pero la mayoría necesitan pruebas gemológicas para determinar su origen.
Los rubíes sintéticos tienen usos tanto tecnológicos como gemológicos. Las barras de rubí sintético se utilizan para fabricar láseres de rubí y máseres. El primer láser que funcionó fue fabricado por Theodore H. Maiman en 1960. Maiman utilizó un rubí sintético bombeado con luz de estado sólido para producir luz láser roja a una longitud de onda de 694 nanómetros (nm). Los láseres de rubí siguen utilizándose.
Los rubíes también se utilizan en aplicaciones donde se requiere una alta dureza, como en lugares expuestos al desgaste en mecanismos de relojería, o como puntas de sonda de exploración en una máquina de medición de coordenadas.
También se comercializan imitaciones de rubíes. Se ha afirmado falsamente que espinelas rojas, granates rojos y vidrio coloreado son rubíes. Las imitaciones se remontan a la época romana y ya en el siglo XVII se desarrollaron técnicas para colorear de rojo las láminas quemando lana escarlata en la parte inferior del horno, que luego se colocaba bajo la piedra de imitación. Términos comerciales como rubí balas para la espinela roja y rubelita para la turmalina roja pueden inducir a error a los compradores desprevenidos. Por ello, muchas asociaciones gemológicas, como el Comité de Armonización de Manuales de Laboratorio (LMHC), desaconsejan el uso de estos términos.

## Tratamientos y mejoras
Mejorar la calidad de las piedras preciosas mediante tratamientos es una práctica habitual. Algunos tratamientos se utilizan en casi todos los casos, por lo que se consideran aceptables. A finales de la década de 1990, una gran oferta de materiales de bajo coste provocó un repentino aumento de la oferta de rubíes tratados térmicamente, lo que provocó una presión a la baja en los precios de los rubíes.
Las mejoras utilizadas incluyen la alteración del color, la mejora de la transparencia mediante la disolución de inclusiones de rutilo, la curación de fracturas (grietas) o incluso el relleno completo de las mismas.
El tratamiento más común es la aplicación de calor. La mayoría de los rubíes del extremo inferior del mercado se someten a tratamiento térmico para mejorar el color, eliminar el tinte púrpura, las manchas azules y la seda. Estos tratamientos térmicos suelen producirse en torno a temperaturas de 1800 °C (3300 °F). Algunos rubíes se someten a un proceso de calor de tubo bajo, cuando la piedra se calienta sobre carbón vegetal a una temperatura de unos 1300 °C (2400 °F) durante 20 a 30 minutos. La seda se rompe parcialmente y se mejora el color.
Otro tratamiento, que se ha hecho más frecuente en los últimos años, es el relleno con vidrio de plomo. Rellenar las fracturas del interior del rubí con vidrio de plomo (o un material similar) mejora drásticamente la transparencia de la piedra, haciendo que rubíes antes inadecuados sean aptos para aplicaciones en joyería. El proceso se realiza en cuatro pasos:
1. Las piedras en bruto se pulen previamente para erradicar todas las impurezas de la superficie que puedan afectar al proceso.
2. El bruto se limpia con fluoruro de hidrógeno
3. El primer proceso de calentamiento durante el cual no se añaden cargas. El proceso de calentamiento erradica las impurezas del interior de las fracturas. Aunque esto puede hacerse a temperaturas de hasta 1400 °C (2500 °F) lo más probable es que ocurra a una temperatura de alrededor de 900 °C (1600 °F) ya que la seda de rutilo sigue intacta.

1. El segundo proceso de calentamiento en un horno eléctrico con diferentes aditivos químicos. Diferentes soluciones y mezclas han dado buenos resultados, aunque en la actualidad se utiliza sobre todo polvo de vidrio que contiene plomo. El rubí se sumerge en aceites, luego se cubre de polvo, se incrusta en una baldosa y se introduce en el horno, donde se calienta a unos 900 °C (1600 °F) durante una hora en una atmósfera oxidante. El polvo de color naranja se transforma al calentarse en una pasta de color transparente a amarillo, que rellena todas las fracturas. Tras enfriarse, el color de la pasta es totalmente transparente y mejora notablemente la transparencia general del rubí.[18]

Si es necesario añadir un color, el polvo de vidrio puede «mejorarse» con cobre u otros óxidos metálicos, así como con elementos como sodio, calcio, potasio, etc.
El segundo proceso de calentamiento puede repetirse tres o cuatro veces, incluso aplicando mezclas diferentes. Cuando se calientan joyas que contienen rubíes (para repararlas) no se deben recubrir con ácido bórico ni con ninguna otra sustancia, ya que puede grabar la superficie; No es necesario «protegerlo» como un diamante.
El tratamiento puede identificarse observando burbujas en cavidades y fracturas con una lupa de 10×.

## Usos

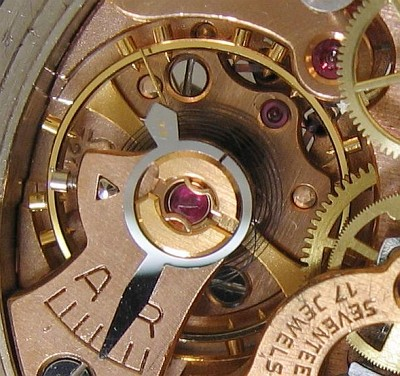
Un rubí soporta el eje del volante en un reloj mecánico.

Sus usos no se restringen a joyería, en la que su valor depende de su color, tamaño, densidad y pureza.
Se han utilizado profusamente en la fabricación de los relojes mecánicos, en los que sirven de soporte o buje de los ejes sometidos a rotaciones ya que su dureza resiste el desgaste por fricción.
También tienen importantes aplicaciones industriales para crear los láseres de helio-rubí y los de rubí puro.

## Grabado en rubí

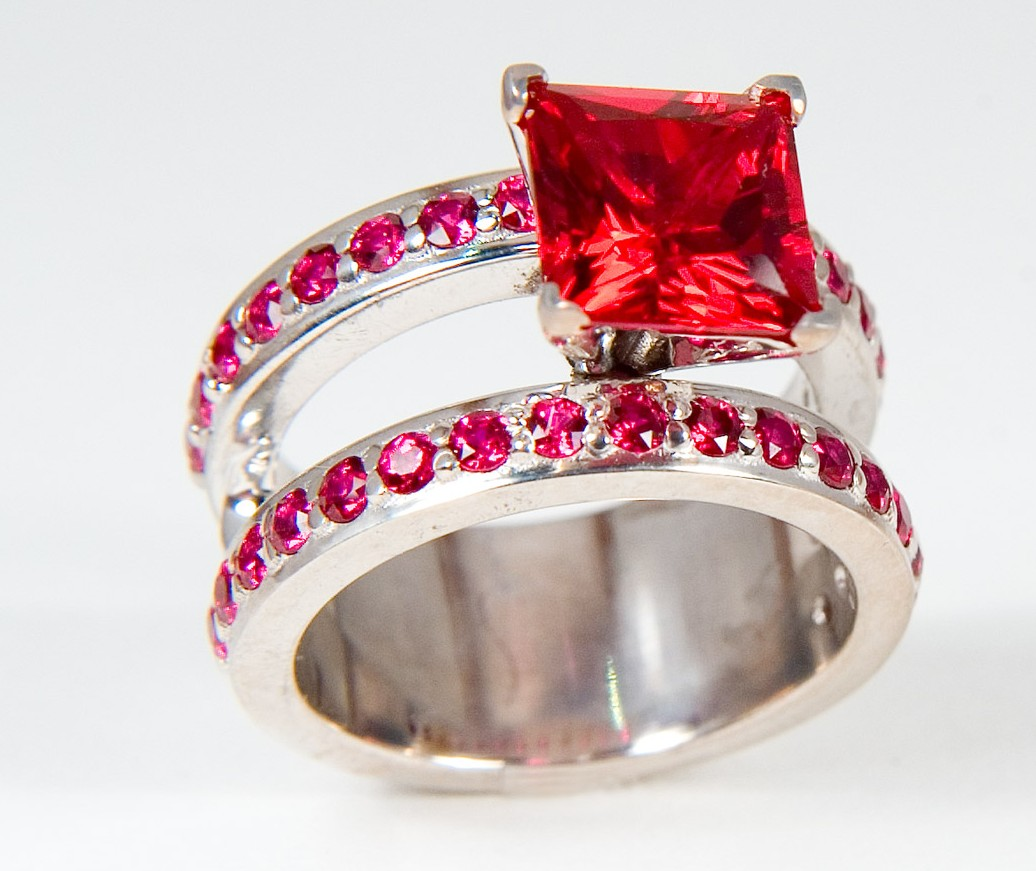
Anillo con un rubí de cinco quilates.

Los antiguos grabaron poco en rubí y Plinio el Viejo da por razón de ello que los sellos hechos con esta sustancia se llevaban la cera. La dureza excesiva del rubí, su alto precio, la rareza de los planos propios para el grabado son ciertamente las verdaderas causas que impidieron a los artistas de la antigüedad grabar el rubí. Hay que notar, además, que la imposibilidad en que probablemente estaban los antiguos de pulir las cavidades hechas con esta sustancia podían causar el defecto de que habla Plinio.
En el Museo de Odescalque se encuentran el diseño de un rubí grabado representando a Ceres en pie con una espiga en la mano. Otro grabado en rubí presenta la cabeza de un hombre de larga barba y cabellos crespos que se ha creído representar a un filósofo griego. Este rubí estaba tallado en forma de corazón y formaba parte de la colección del duque de Orleans.